# Schweizer Badmintonmeisterschaft 2021
Die Schweizer Badmintonmeisterschaft 2021 fand am 5. und 6. Juni 2021 in Brig statt. Eine Woche zuvor, am 29. und 30. Mai 2021, fand in Yverdon-les-Bains die Qualifikation zur Meisterschaft statt.

## Medaillengewinner
| Disziplin    | Gold                            | Silber                            | Bronze                             |
| ------------ | ------------------------------- | --------------------------------- | ---------------------------------- |
| Herreneinzel | Tobias Künzi                    | Christian Kirchmayr               | Joel König                         |
| Herreneinzel | Tobias Künzi                    | Christian Kirchmayr               | Maxime Pierrehumbert               |
| Dameneinzel  | Jenjira Stadelmann              | Julie Franconville                | Vera Appenzeller                   |
| Dameneinzel  | Jenjira Stadelmann              | Julie Franconville                | Milena Schnider                    |
| Herrendoppel | Tobias Künzi Nicolas A. Müller  | Mathias Bonny Gilles Tripet       | Minh Quang Pham Julien Scheiwiller |
| Herrendoppel | Tobias Künzi Nicolas A. Müller  | Mathias Bonny Gilles Tripet       | Benedikt Schaller Oliver Schaller  |
| Damendoppel  | Aline Müller Jenjira Stadelmann | Nadia Fankhauser Dounia Pelupessy | Eugénie Chapuis Marion Varrin      |
| Damendoppel  | Aline Müller Jenjira Stadelmann | Nadia Fankhauser Dounia Pelupessy | Céline Burkart Nicole Schaller     |
| Mixed        | Mathias Bonny Céline Burkart    | Joel König Lea Maria Müller       | Rinoy Manavalan Aline Müller       |
| Mixed        | Mathias Bonny Céline Burkart    | Joel König Lea Maria Müller       | Ramon Kropf Sereina Hofstetter     |